# 瓦維納 (明尼蘇達州)
瓦維納（英語：Wawina）是位於美國明尼蘇達州艾塔斯卡縣瓦維納鎮區的一個非建制地區。

## 地理
瓦維納所處的海拔為高於海平面386米（即1266英呎），而該地所採用的時區為UTC-6，即北美中部時區（CST）。同時該地設有夏令時間，為UTC-6調快一小時，即UTC-5（CDT）。